# 扎法尔·伊里斯梅托夫
扎法尔·伊里斯梅托夫（Jafar Irismetov，1976年08月23日—），出生于蘇聯，烏茲別克职业足球运动员，司職前鋒。
他曾是烏茲別克國腳，錄得36次上陣，射入15球之紀錄。

## 榮譽

### 球會
- Dustlik Tashkent
  - 烏茲別克聯賽: 2000
  - 烏茲別克盃: 2000

- 卡拉特
  - 哈薩克超級足球聯賽: 2004

- 艾馬迪（英语：FC Almaty）
  - 哈薩克盃: 2006

- 辽宁宏远
  - 中国足球甲级联赛: 2009

## 個人
- 烏茲別克聯賽神射手x3
- 哈薩克超級足球聯賽神射手x2